# 宁赋魁
宁赋魁（1955年12月—），河北清河人，中华人民共和国外交家。前任中华人民共和国驻泰王国大使。

## 生平
出生于天津的工人家庭，1970年进入天津外国语学校。1972年底，宁赋魁经外交部招考，选派至朝鲜学习，被分配至金日成综合大学朝鲜语文学系学习朝鲜语。1976年，宁赋魁进入外交部工作。随后担任外交部亚洲司负责东北亚事务的副司长、朝鲜半岛四方会谈中方代表团副团长。2000年，接替晏廷愛担任中国驻柬埔寨大使。2003年后，担任朝鲜半岛事务大使，并参加第二轮、第三轮、第四轮六方会谈。2005年，接替李滨出任中国驻大韩民国特命全权大使，2008年任满。2009年3月擔任外交部边界与海洋事务司司長。2013年8月接替管木出任駐泰國大使。2017年卸任。